# Vlajka Penzenské oblasti

Vlajka Penzenské oblasti
Poměr stran: 2:3

Vlajka Penzenské oblasti, jedné z oblastí Ruské federace, je tvořena listem o poměru stran 2:3 se dvěma svislými pruhy, zeleným a žlutým o poměru šířek 1:5. Uprostřed žlutého pruhu je umístěn znak oblasti o výšce ⅔ šířky vlajky.
Zelená barva symbolizuje zdraví a růst v životě, žlutá barva symbolizuje respekt a inteligenci, bohatství a stabilitu, stejně jako světlo a spiritualitu.

## Historie
Penzenská oblast vznikla 4. února 1939. V sovětské éře oblast neužívala žádnou vlajku.
18. listopadu 2002 byla zákonodárným shromážděním (oblastní dumou) přijata zákonem č. 407-ZPO „O vlajce Penzenské oblasti”, který vstoupil v platnost uveřejněným v týdeníku Penzenskije věsti č. 48 o den později. Vlajka byla tvořena listem o poměru stran 5:8 se dvěma svislými pruhy – zeleným a žlutým o poměru šířek 5:27. Uprostřed žlutého pruhu, s nevelkým posunem k žerdi a hornímu okraji, byl vyobrazen (převážně tmavě zlatavou barvou) obličej Spasitele, s výškou ⅔ šířky vlajky. Autorem vlajky byl Alexandr N. Knjazev.
Zelená barva symbolizovala přírodu oblasti, její úrodnost, věčný život a zdraví. Žlutá barva symbolizovala pole, moudrost, vědění, světlo, bohatou úrodu a dobré vyhlídky. Vyobrazení Spasitele symbolizuje duchovnost, jednotu a národní obrození. Zajímavostí je, že Kristus byl zobrazený podle rukama nestvořené ikony (acheiropoieton).[zdroj?]
Vlajka vyvolávala odmítavé reakce, nebyla zanesena do Státního heraldického registru a v roce 2006 navrhl heraldik Igor Šiškin novou vlajku s motivem snopů, okamžitě však vznikla iniciativa za zachování vlajky. Změna vlajky by, podle ní, byla považována za útok na pravoslaví. Tento návrh nebyl přijat a původní vlajka byla zachována. (není obrázek)

Vlajka Penzenské oblasti (2002–2022) Poměr stran: 5:8

Nová vlajka byla schválena, zákonem č. 3815-ZPO, Penzenskou dumou 15. dubna 2022.

## Vlajky penzenských rajónů

Administrativní členění Penzenské oblasti

Penzenská oblast se člení na 3 města (z toho jedno ZATO – Uzavřené město) a 27 rajónů. Všechny subjekty užívají vlastní vlajky.
Města

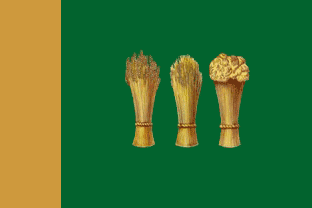
Penza (30) Poměr stran: 2:3
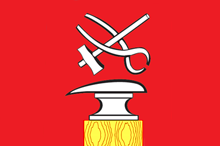
Kuzněck (29) Poměr stran: 2:3
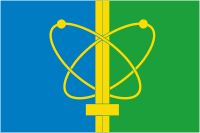
Zarečnyj (28) Poměr stran: 2:3

Rajóny

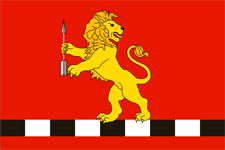
Bašmakovský rajón (1) Poměr stran: 2:3
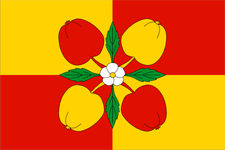
Bekovský rajón (2) Poměr stran: 2:3
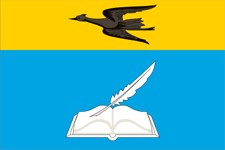
Belinský rajón (3) Poměr stran: 2:3
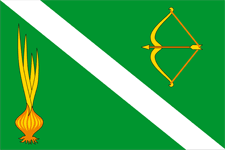
Bessonovský rajón (4) Poměr stran: 2:3
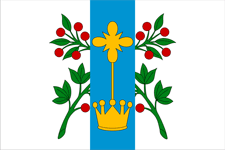
Vadinský rajón (5) Poměr stran: 2:3
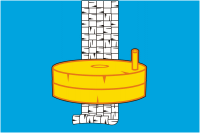
Gorodiščenský rajón (6) Poměr stran: 2:3
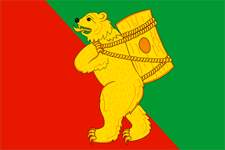
Zemetčinský rajón (7) Poměr stran: 2:3
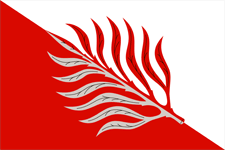
Issinský rajón (8) Poměr stran: 2:3
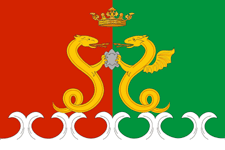
Kamenský rajón (9) Poměr stran: 2:3
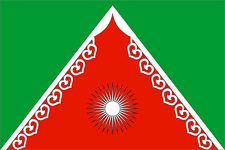
Kameškirský rajón (10) Poměr stran: 2:3
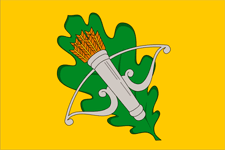
Kolyšlejský rajón (11) Poměr stran: 2:3
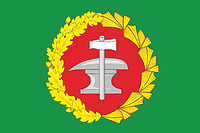
Kuzněcký rajón (12) Poměr stran: 2:3
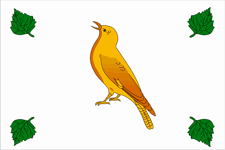
Lopatinský rajón (13) Poměr stran: 2:3
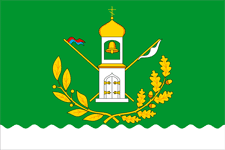
Luninský rajón (14) Poměr stran: 2:3
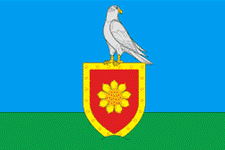
Maloserdobinský rajón (15) Poměr stran: 2:3
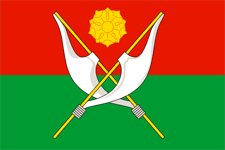
Mokšanský rajón (16) Poměr stran: 2:3
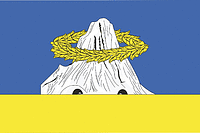
Narovčatský rajón (17) Poměr stran: 2:3
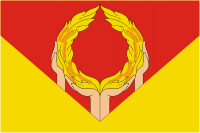
Neverkinský rajón (18) Poměr stran: 2:3
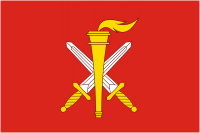
Nižnělomovský rajón (19) Poměr stran: 2:3
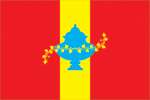
Nikolský rajón (20) Poměr stran: 2:3
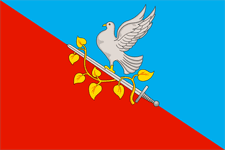
Pačelmský rajón (21) Poměr stran: 2:3
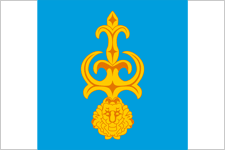
Penzenský rajón (22) Poměr stran: 2:3
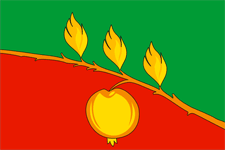
Serdobský rajón (23) Poměr stran: 2:3
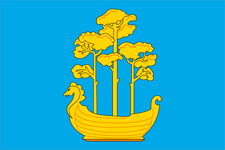
Sosnovoborský rajón (24) Poměr stran: 2:3
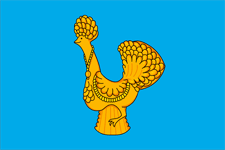
Spasský rajón (25) Poměr stran: 2:3
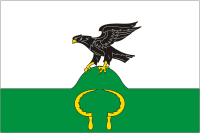
Tamalinský rajón (26) Poměr stran: 2:3
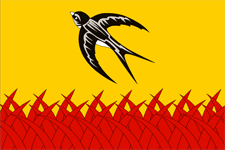
Šemyšejský rajón (27) Poměr stran: 2:3